# Danaus erippus
Danaus erippus is een vlinder uit de familie Nymphalidae en de onderfamilie Danainae. De soort is zeer nauw verwant aan Danaus plexippus (Linnaeus, 1758) (de monarchvlinder) en zelfs lang als een ondersoort van die laatste beschouwd. Bij een revisie, gebaseerd op moleculair werk, van het geslacht Danaus, toonden Smith et al. (2005) aan dat er voldoende reden is om Danaus erippus de status van soort terug te geven. Hay-Roe et al. (2007) lieten met kruisingsexperimenten tussen Danaus erippus en Danaus plexippus ssp. nigrippus eveneens zien dat de taxa genetisch voldoende van elkaar verschillen om als aparte soorten te worden opgevat omdat ze geen vruchtbaar nakomelingschap produceerden. Uiterlijk verschilt Danaus erippus van de monarchvlinder doordat de achterrand van de achtervleugel doorgaans bleker is dan bij de monarchvlinder, die een zwarte zoom heeft.
De naam Danaus erippus is, als Papilio erippus, voor het eerst geldig gepubliceerd door Cramer in 1775.
Het verspreidingsgebied van de soort ligt in Zuid-Amerika, ten zuiden van de Amazone, en sluit aan op de zuidelijkste verspreiding van de monarchvlinder.